# Octobre 1941
Les événements concernant la Seconde Guerre mondiale sont détaillés dans l'article Octobre 1941 (Seconde Guerre mondiale).

## Événements
- Premier vol du prototype du Heinkel He 111Z spécialement développé pour remorquer les planeurs lourds Me 321.
- 2 octobre : 
  - Début de la bataille de Moscou. Les troupes allemandes avancent sur Moscou.

- 4 octobre :
  - Promulgation de la Charte du travail qui introduit un type d’organisation corporatiste. La grève et le lock-out sont interdits.

- 8 octobre :
  - Ouverture du camp d'Auschwitz II - Birkenau.

- 10 octobre : 
  - Nuri as-Said succède à Jamil al-Midfai comme Premier ministre d'Irak et mène une sévère répression. Les chefs militaires nationalistes prisonniers des Britanniques lui sont remis et sont condamnés à mort et exécutés.

- 13 octobre au Canada :
  - Début de l'émission Les Joyeux Troubadours.

- 14 octobre :
  - L’armée allemande entre dans Kharkov.

- 15 octobre :
  - Début du massacre de Kraljevo.

- 16 octobre : 
  - Le gouvernement soviétique évacué à Kouïbychev.
  - Les armées allemande et roumaine s’emparent d’Odessa.

- 17 octobre : 
  - Le gouvernement soviétique quitte Moscou.

- 18 octobre : 
  - Importante offensive britannique en Cyrénaïque dirigée par le général Cunningham.
  - Le général Hideki Tōjō, partisan de l’expansion et de l’affrontement avec les États-Unis, devient Premier ministre du Japon après avoir contraint à la démission le prince Fumimaro Konoe, attaché à un gouvernement civil (fin en 1945).

- 20 octobre : 
  - Attentat à Nantes contre un officier allemand, Karl Hotz. En représailles, les Allemands fusillent quarante-huit otages deux jours plus tard à Châteaubriant, Nantes et Paris.

- 21 octobre :
  - Attentat à Bordeaux contre un officier allemand. En représailles, les Allemands fusillent 55 otages trois jours plus tard au camp de Souge à Martignas-sur-Jalle.
  - élection générale britanno-colombienne. John Hart accède au poste de premier ministre.

- 22 octobre : 
  - Exécution des otages de  Châteaubriant, Nantes et Paris.

- 26 octobre : 
  - Brazzaville, capitale de la « France libre »[1].

- 27 octobre :  
  - L’armée roumaine massacre les Juifs d'Odessa.

- 29 octobre : 
  - Massacre du 29 octobre 1941 à Kaunas.

- 30 octobre : 
  - Début de la bataille de Sébastopol (qui se terminera le 4 juillet 1942).

## Naissances
- 2 octobre : 
  - Françoise Lalande Keil, écrivaine.

- 4 octobre : 
  - Anne Rice, écrivaine († 11 décembre 2021).
  - Bob Wilson, metteur en scène américain († 31 juillet 2025).

- 5 octobre : 
  - Eduardo Duhalde, président d'Argentine.

- 8 octobre : 
  - Jesse Jackson, pasteur et homme politique américain, militant des droits de l'homme.

- 11 octobre : 
  - Lester Bowie, trompettiste de jazz américain († 8 novembre 1999).

- 13 octobre : 
  - Paul Simon, auteur-compositeur-interprète, un des membres du duo Simon et Garfunkel.
  - Bob Hunter, fondateur de Greenpeace.

- 16 octobre : 
  - Baddeley Devesi, premier gouverneur général des îles Salomon († 16 février 2012).

- 22 octobre : 
  - Evaristo do Espirito Santo Carvalho, homme d'état santoméen († 28 mai 2022).

- 23 octobre : 
  - René Metge, pilote automobile français († 3 janvier 2024).

- 25 octobre : 
  - Helen Reddy, actrice américaine († 29 septembre 2020).

- 26 octobre : 
  - Bob de Groot, scénariste de bande dessinée belge († 17 novembre 2023).
  - Volodymyr Tcherniak, homme politique ukrainien († 18 janvier 2021).

- 27 octobre :
  - Rodolfo Hinostroza, poète, écrivain, journaliste, astrologue et critique gastronomique péruvien († 1er novembre 2016).
  - Ángel Oliveros, footballeur espagnol († 1er avril 2017).

- 29 octobre : 
  - Monseigneur Yvon-Joseph Moreau, O.C.S.O.

- 30 octobre : 
  - Orazio Schena, joueur de football belge († 30 janvier 2024).

## Décès
- 1er octobre : 
  - Délia Tétreault, religieuse et missionnaire.

- 17 octobre : 
  - John Stanley Plaskett, astronome.

- 22 octobre : 
  - Louis Marcoussis, peintre et graveur polonais naturalisé français (° 14 novembre 1878).

- 25 octobre : 
  - Robert Delaunay, peintre français.